# Batalla d'Auray (1815)

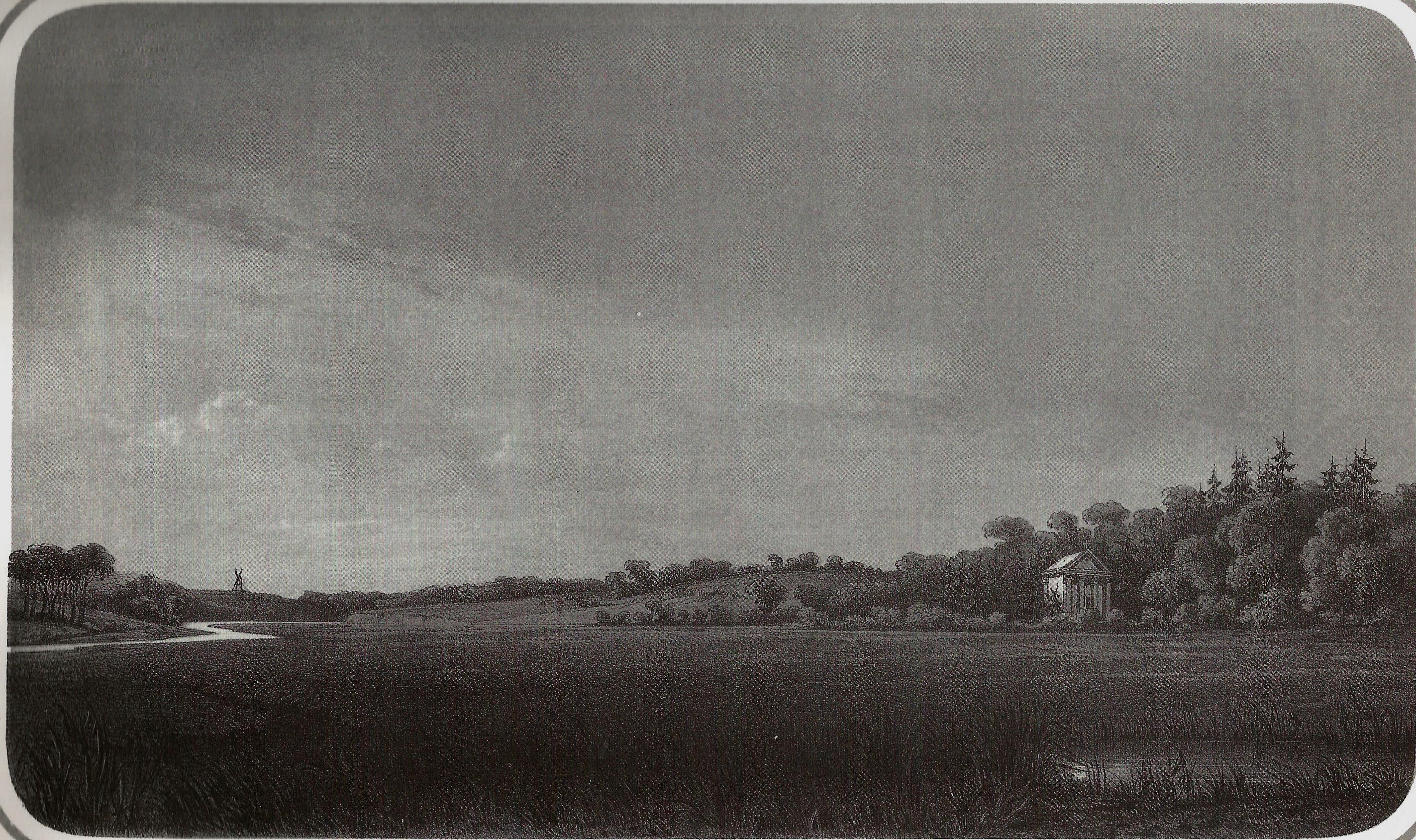
Camp dels martirs d'Auray (Thomas Drake)

La batalla d'Auray, va tenir lloc el 21 de juny de 1815 durant la Chouannerie de 1815. Va acabar amb la victòria dels imperials que van rebutjar els chouans i van assaltar la ciutat d'Auray.

## Preludi
Els imperialistes no eren conscients del fracàs de Napoleó a Waterloo. Després de la seva victòria a la batalla de Muzillac contra la guarnició de Vannes comandada pel general Rousseau, l'exèrcit reialista de Louis de Sol de Grisolles va acollir un desembarcament d'armes a la cala de Foleu, 25 quilòmetres riu amunt de la desembocadura de la Vilaine. Els chouans van rebre aleshores dels britànics 8.000 rifles i fusells, munició així com un canó i un obús. Després tornen a Rochefort-en-Terre.
Aquest èxit, però, no va ser aprofitat per Sol de Grisolles, que es va preocupar de repartir equitativament les armes angleses entre les diferents legions. Gravat pel seu comboi, no va marxar ni a Pontivy ni a Vannes, sinó que es va dirigir cap a la costa per preparar un segon desembarcament a Carnac. Tanmateix, va donar així temps a les tropes imperials per reorganitzar-se.
El 18 de juny, el general Auguste Julien Bigarré va arribar de Rennes amb reforços i va unir forces a Ploërmel amb les tropes del general Rousseau, que havia abandonat Vannes. Sol de Grisolles va ser informat d'aquest moviment mentre es trobava a Plaudren el mateix dia amb 5.000 homes. Tanmateix, es va negar a interceptar la columna de Rousseau i va deixar que els imperialistes fessin la seva unió.
El 19 de juny, l'exèrcit de Sol de Grisolles va sortir de Plaudren i va arribar a la població d'Auray. Per la seva banda, els imperialistes van sortir de Ploërmel el dia 18 i després es van desplaçar cap a Josselin, després Grand-Champ i finalment Sainte-Anne-d'Auray, a cinc quilòmetres al nord de la ciutat d'Auray. Quatre columnes van confluir llavors a Auray: de Ploërmel per Grand-Champ, de Pontivy per Pluvigner, de Lorient per Landévant i de Vannes per Pontsal. D'esquena al mar, els chouans ja no poden evitar el combat.

## Forces presents
En el seu informe, Bigarré afirmava estar al capdavant de 1.550 homes. En les seves memòries, els oficials reialistes Julien Guillemot i Marc-Antoine de La Boëssière de Lennuic, estimen el nombre d'Imperials en 3.000. La columna està formada sobretot per nombrosos estudiants de dret, encapçala dors dels “federats”. Voltigeurs i dracs formen l'avantguarda, sota les ordres del cap d'esquadra Carabène.
L'exèrcit reialista de Morbihan, posat sota el comandament superior de Louis de Sol de Grisolles, està format per la legió de Bignan, comandada per Yves Le Thieis; de la legió Auray, comandada per Joseph Cadoudal, amb Jean Rohu com a segon al comandament; de la legió de Vannes, comandada pel cavaller Louis-Joseph de Margadel; de la legió de Redon, comandada per Louis-Jacques de Sécillon; de la legió Pontivy, comandada per Julien Guillemot;}} i la legió de Gourin, comandada per Claude-René Guezno de Penanster. A Auray, entrena un total de 8.000 homes. Entre ells hi havia uns quants centenars de soldats i mariners abandonats, que segons l'informe de Bigarré “tancaven els caps de columna d'aquestes masses de pagesos i no buscaven el seu exemple per inspirar-los més fermesa”. L'artilleria consistia en un canó de 5 lliures i un obús aterrat pels britànics prop de Muzillac el 12 de juny.

## Procés
El dia abans de la batalla, les tropes de Bigarré acamparen al convent de Sainte-Anne d'Auray, mentre que les forces reialistes estaven posicionades a Auray i Brech. Els dos exèrcits són llavors separats pel riu Loch.
Sol de Grisolles desplega les seves tropes per defensar quatre ponts del Loch: el pont de Tren-Rousse -o Treuroux- el més al nord, situat entre Brech i Plumergat; el pont de Brech, situat prop de la població; el pont de Théoret, prop del camp dels màrtirs; i el pont de Saint-Goustan, a l'entrada est d'Auray, a la carretera de Vannes. La legió de Bignan va prendre posició a Brech i el seu 4t batalló era l'encarregat de defensar el pont. La legió Auray defensa els altres tres ponts. Al voltant de 500 a 600 homes de la legió de Redon comandada per Sécillon també van prendre posició al pont de Théoret, on es trobaven Cadoudal i Rohu, així com les dues peces d'artilleria. Malgrat l'insistent consell de Guillaume Gamber, Sol de Grisolles es va negar a llançar un atac nocturn contra el camp imperial i va anar a Carnac, on es va trobar amb l'almirall britànic Henry Hotham. Va ser finalment Bigarré qui va prendre la iniciativa d'un atac nocturn.
A les tres de la matinada, els imperialistes van sortir. L'atac va ser llançat al nord de Brech pels voltigeurs i els dragons de Carabène, que formaven l'avantguarda. Aquests van trobar el pont Tren-Rousse abandonat pels seus defensors i així van poder travessar el Loc'h sense trobar resistència. Després d'haver creuat així el riu, els imperialistes van atacar el poble de Brech des del nord, on van sorprendre completament la legió de Bignan al seu flanc i la van posar en fugida, causant-li grans pèrdues.
Alertades, les forces de Cadoudal, Sécillon, Gamber i Rohu s'alineen en batalla al pantà de Poublaie —també anomenat Poulle-Baille o Lan-er-Reux— al nord d'Auray, amb el seu canó i obús. Per la seva banda, els imperials es van alinear en ordre i en silenci, sense alarmar-se pel foc que van rebre. Aleshores proclamen crits de "visca l'emperador!"», després avançar en ordre tancat, baioneta fixada. Acostumats a lluitar com a escaramusses, els chouans no van poder resistir el xoc en aquest terreny obert i la seva línia es va esfondrar sota la pressió dels escamots de la cavalleria. Els insurgents abandonen el seu canó i el seu obús que només hauran disparat un cop cadascun.
Aleshores, els chouans tornen a les seves tàctiques habituals i es troben en una emboscada darrere de tanques i séquies. Tanmateix, les càrregues de baioneta van ser suficients per desallotjar-les. Malgrat l'arribada del general Sol de Grisolles, la legió de Margadel i la companyia d'escolars de Vannes, els reialistes foren perseguits de totes les seves posicions, i en particular de la Chartreuse d'Auray, que en un moment va ser defensada. El general Bigarré, però, va resultar ferit durant aquests combats.
Els imperials llancen llavors l'assalt a la ciutat d'Auray. Primer van trencar les defenses reialistes del seu flanc esquerre i van avançar pel riu Loch. Al cementiri van desallotjar els 250 homes de Gabriel de Francheville després d'una baralla de mitja hora. Els chouans, però, van oposar una resistència més forta al pont i al port de Saint-Goustan, on els mariners rhuy estaven amagats als edificis. Sol de Grisolles fins i tot va enviar part de les seves forces, que es van posar a les ordres de Francheville, a l'altra banda del riu, perquè poguessin saltar i agafar les forces de Bigarré a la rereguarda pel pont de Théoret. Tanmateix, a Saint-Goustan, l'anunci de l'arribada d'una columna per la carretera de Vannes va fer vacil·lar els chouans, que després temien ser atacats a l'esquena. A les tres de la tarda va acabar la baralla6. Sol de Grisolles ordena la retirada de les darreres tropes restants i recorda el batalló de Francheville. Els chouans es van retirar d'Auray pel pont de Saint-Goustan i van agafar la carretera de Vannes, des d'on van arribar després a Sainte-Anne-d'Auray, després a Plumergat. Aleshores, la majoria dels revoltats es van dissoldre per tornar als seus pobles.

## Pèrdues
El 25 de juny, en el seu informe al ministre de la Guerra, el general Bigarré afirmava que no menys de 1.500 chouans foren morts o ferits durant el combat. Per a l'historiador Aurélien Lignereux, aquest peatge és exagerat, però les pèrdues reialistes semblen haver estat tres vegades més grans que les dels imperialistes. En el seu “precís de la campanya de 1815”, l'oficial reialista Marc-Antoine de La Boëssière de Lennuic afirma que les pèrdues reialistes van ser al voltant d'un centenar de morts, inclosos els oficials de Langle, Couédic Maillart i Dagorn, i el mateix nombre de ferits, inclòs l'ajudant general de Moëlien. Aquest últim és capturat, però la seva germana li salva la vida.
Pel costat imperial, la llista de pèrdues va ser elaborada el 22 de juny pel comandant ajudant que actuava com a cap d'estat major. El balanç va ser de 20 morts -entre ells deu soldats, dos oficials, tres gendarmes, tres dragons, un artiller de mar i un federat de Rennes anomenat Guichard- i 185 ferits -entre ells 34 artillers, 12 gendarmes, 11 federats, tres dragons, un agent de duanes, i el general Bigarré. Entre els agents, el mateix general Bigarré va resultar ferit als ronyons. El seu ajudant de camp, el cap d'esquadra Couturier, va fer que una bala li travessés el braç esquerre. El comandant de l'avantguarda, el cap d'esquadra Carabène, també adscrit a l'estat major, va resultar ferit a la cama.
Pel costat civil, dues dones d'Auray, inclosa una nonagenària, van ser assassinades per soldats imperials segons els reialistes.

## Conseqüències
Després de la lluita, el general Bigarré va afirmar haver aconseguit una victòria decisiva, però el seu èxit finalment va resultar limitat. El 25 de juny es va conèixer a Morbihan la notícia de la derrota de Napoleó a Waterloo. Conscient que la marea girava, Sol de Grisolles va rebutjar les obertures de Bigarré. El 2 de juliol, les seves tropes van rebre un nou desembarcament d'armes a Locmariaquer i van fer retrocedir els duaners i soldats del general Rousseau a Crach. El 3 de juliol, en una carta adreçada al ministre de la Guerra, el prefecte de Morbihan Joseph-Louis-Victor Jullien assenyalava que les autoritats només controlaven Vannes, Lorient, Hennebont i Pontivy al departament.